# Naučná stezka Městskými parky Opavy
Naučná stezka Městskými parky Opavy, nazývaná také Naučná dendrologická stezka Poznáváme stromy městských parků v Opavě, je naučná stezka v Opavě.

## Další informace
Naučná stezka městskými parky Opavy vede prstencem cenných opavských městských parků, tj. přes sady U Muzea, Smetanovy sady, sady Svobody a Dvořákovy sady, které lemují centrum města a jsou součástí kulturního a přírodního bohatství Opavy. Má délku 1 km, vznikla v roce 2008, začíná/končí v Dvořákových sadech a končí/začíná v sadech U Muzea. Naučná stezka má 18 zastavení a především se zaměřuje na zajímavé a cenné domácí i cizokrajné dřeviny, které rostou v opavských městských parcích. Kromě dřevin lze vidět také alpinium, sochy, drobnou architekturu a významné stavby. Stezka je celoročně volně přístupná.

## Galerie

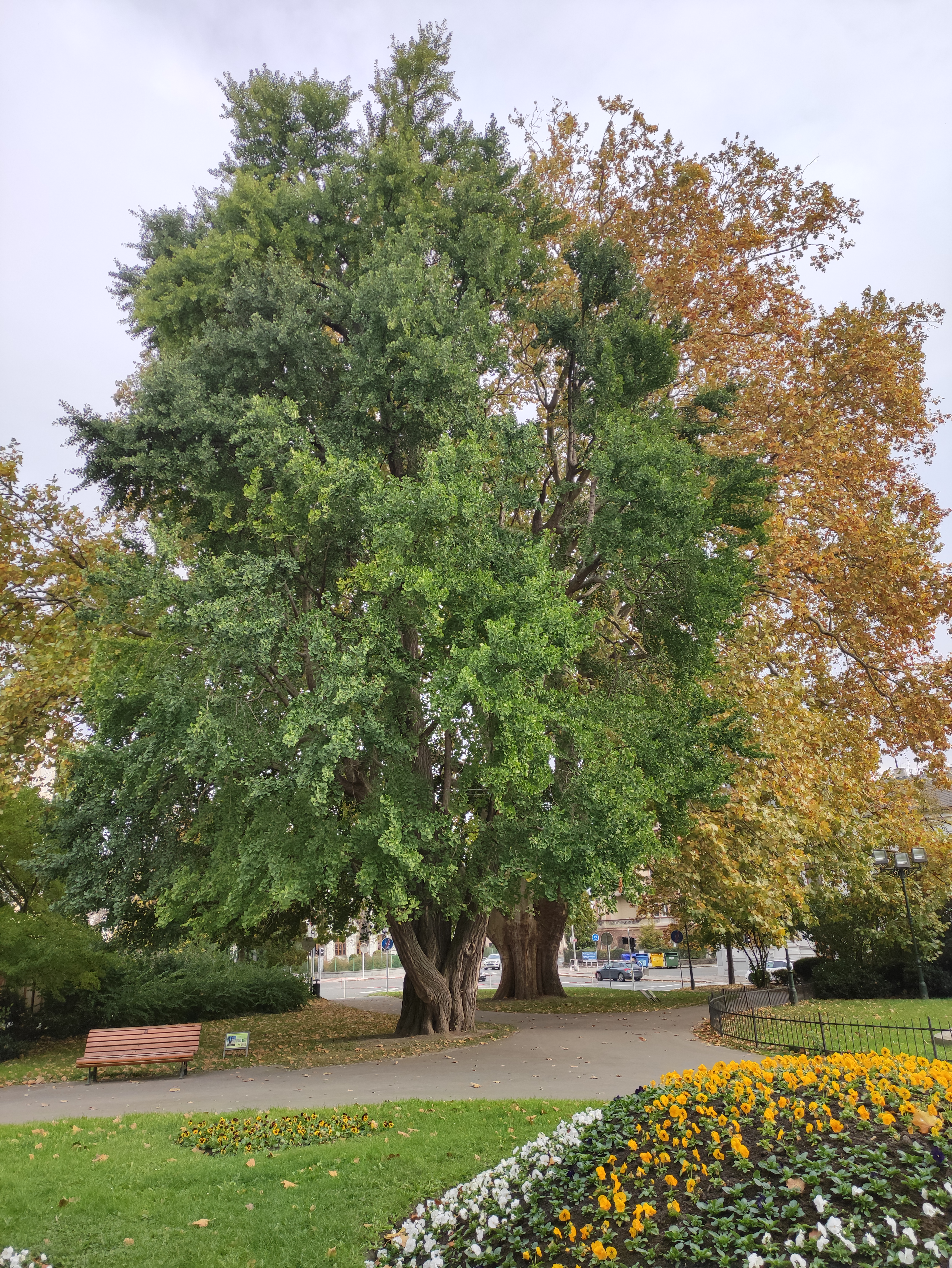